# 342 Endymion

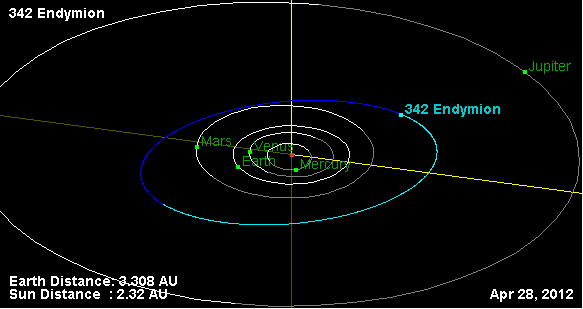
Órbita de 342 Endymion.

Endymion (asteroide 342) é um asteroide da cintura principal com um diâmetro de 60,63 quilómetros, a 2,2376889 UA. Possui uma excentricidade de 0,128678 e um período orbital de 1 503,21 dias (4,12 anos).
Endymion tem uma velocidade orbital média de 18,58584162 km/s e uma inclinação de 7,34603º.
Esse asteroide foi descoberto em 17 de Outubro de 1892 por Max Wolf.
Foi nomeado em homenagem ao personagem Endimião da mitologia grega.